# 京阪バス1dayチケット

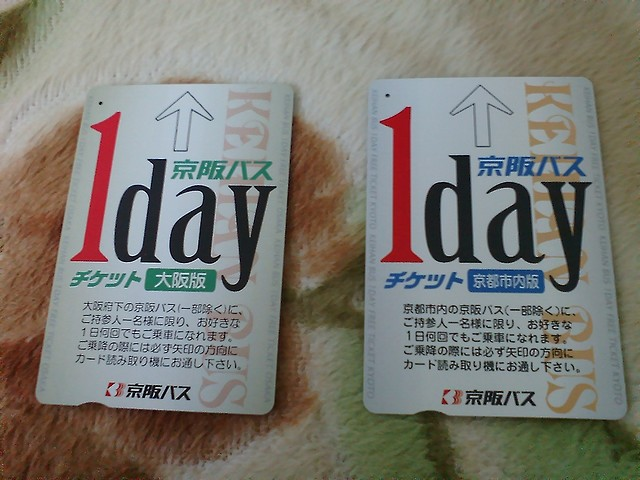
初代後期の大人用カード。左が大阪版、右が京都市内版（現在は京都・大津版に改称）。

京阪バス1dayチケット（けいはんバスワンディチケット）は、京阪バスが発売していた磁気式一日乗車券である。
本項ではその後継である京阪バスIC1dayチケットについても記述する。

## 概要
京阪バスでは、京都市山科区と伏見区醍醐で『山科醍醐観光一日乗車券』を、大阪府枚方市では『枚方市内一日乗車券』をそれぞれ発売していたが、大人800円、小児400円と比較的高値であったことや、発売箇所が限定されていたため、売れ行きが芳しくなかった。
そのため、これらの一日乗車券を値下げ、カード化して発売することとなった。

## 歴史
- 2004年11月26日 京都市内版の発売開始
- 2005年11月1日 大阪版の発売開始
- 2006年4月1日 京阪宇治交通との合併に伴い、大阪版の利用範囲が男山団地（旧・京阪宇治交通エリア）にも拡大される。
- 2007年3月1日 男山営業所での発売を開始。
- 2009年11月1日 京田辺営業所の路線の長尾駅・津田駅・枚方市駅乗り入れにより、京田辺営業所および同営業所が管轄するバス車内で、大阪版の車内発売を開始。
- 2011年3月1日 大阪版・京都市内版共に適用範囲を拡大（同時にカードのデザインも変更）。大人600円、小児300円（それまで大人500円、小児250円）に値上げし、大阪版は八幡地区（一部を除く）も適用範囲となった。京都市内版は「京都・大津版」と改称し適用範囲を大津営業所管内のほぼ全域（岩間寺臨時線等を除く）に拡大した。同時に大津営業所と管内のバス車内で京都・大津版を、男山営業所管内のバス車内で大阪版の販売を開始。
- 2014年4月1日 京都南部線の京阪シティバスから京阪バスへの復帰により、同路線は京田辺営業所が管轄することとなり、京田辺営業所が管轄するバス車内でも京都・大津版の車内発売を開始。これにより京田辺営業所は京阪バスの営業所で唯一、大阪版と京都・大津版両方の車内発売を実施することとなった。なお、同路線は2017年3月18日より男山営業所に移管したため、京都・大津版の発売を終了。逆に男山営業所の京都南部線の運用に入るバス車内でのみ京都・大津版の発売を開始している。

## IC化による発売終了
2017年10月1日で発売終了、2018年2月1日で利用終了となった。
これに先駆けて、2017年4月1日からは「京阪バスIC1dayチケット」が発売され、それに移行していくこととなる。なお「京阪バスIC1dayチケット」では京都・大津版と大阪版とが統合され、同時に淀長岡京線・京都南部線の全線と京田辺地区の京阪バス一般路線全路線に使用可能範囲を拡大した。

## 利用可能範囲
以下は「京阪バス1dayチケット」の範囲である。「京阪バスIC1dayチケット」ではこれに淀長岡京線と京都南部線の全路線、京田辺地区の路線が追加されている。また松井山手地区の路線についても樟葉駅・穂谷発着便での利用も解禁された。

### 京都・大津版
- 京都市内の一部（一部区間は対象外）
- 大津市内の一部
- 宇治市の一部（六地蔵駅付近）

山科営業所の大半の区間、大津営業所管内全区間と、男山営業所管内の京都南部線の内、京阪淀駅 - 京阪中書島 - 竹田駅西口路線、および京阪淀駅 - 京都駅八条口路線で利用可（残る京都南部線の路線である京阪淀駅〜JR山崎間は「京阪バスIC1dayチケット」のみ利用可）。

### 大阪版
- 大阪府下と八幡地区（松井山手地区の一部路線[2]、奈良県生駒市の一部も利用可）
  - 深夜バスは差額要（京阪グループ共通バスカード（発売終了）などでも差額支払可能）。

## 発売箇所

### 京阪バスIC1dayチケット
京阪バス一般路線の車内（大人・小児共に車内販売に限り発売）。

### 京都・大津版
- 京阪バス山科営業所、大津営業所、管内バス車内（車内発売は大人用のみ。車内販売に限り男山営業所管轄便でも販売）。
- 京阪バス山科駅案内所、三条京阪案内所。

### 大阪版
- 京阪バス京田辺、男山、枚方、交野、香里団地、高槻、寝屋川、門真の各営業所、管内バス車内（車内発売は大人用のみ）。
- 京阪バス枚方市駅、香里園駅、寝屋川市駅、守口市駅案内所。樟葉駅バス定期券発売所。

## 利用不可路線

### 共通
- 淀競馬場線、ダイレクトエクスプレス直Q京都号。

### 京都・大津版
- 京都比叡山線（比叡山ドライブバス）、比叡山内シャトルバス、岩間寺臨時線、淀長岡京線、京都南部線のうち京阪淀駅 - JR山崎系統
- 阿含宗星まつり等の臨時バス（清水焼団地陶器まつり臨時バスは利用可[3]）。
- 京阪京都交通、京都京阪バスなど。

### 大阪版
- 八幡市内の一部路線（上奈良・金右衛門口・本郷より東側）
- 京田辺市内路線（一部除く）
- コミュニティバスやわた
- 枚方市内100円バス
- 四條畷市コミュニティバス
  - タウンくる、くずは・男山循環コミュニティバスなどは利用可。
  - 各種臨時バス等（万人講開催時の円福寺線、彼岸時運行の飯盛霊園線を除く）

## 特記事項
- 当チケットは身障者等の割引は適用されない。